# Dariusz Rohde
Dariusz Stanisław Rohde (ur. 1962) – polski inżynier i urzędnik państwowy, prezes Kasy Rolniczego Ubezpieczenia Społecznego w latach 2006–2007 oraz ponownie od 2024.

## Życiorys
Ukończył studia z zakresu budownictwa na Politechnice Poznańskiej, a także studia podyplomowe z zarządzania i marketingu. Od 1998 roku był zawodowo związany z Kasą Rolniczego Ubezpieczenia Społecznego: początkowo kierował oddziałem w Koszalinie, a następnie w Szczecinie. Uchodził za bliskiego współpracownika Artura Balazsa, choć do Stronnictwa Konserwatywno-Ludowego wstąpił dopiero w sierpniu 2007. Po wygraniu konkursu, od 19 maja 2006 do 3 marca 2007 sprawował funkcję prezesa KRUS. Został odwołany przez ministra rolnictwa Andrzeja Leppera, oficjalnie wskutek wykrycia nieprawidłowości w Funduszu Składkowym KRUS. W wyborach parlamentarnych w 2007, jako przedstawiciel SKL, bez powodzenia kandydował do Sejmu z listy PiS. W marcu 2024 został ponownie prezesem Kasy Rolniczego Ubezpieczenia Społecznego.
Żonaty z Małgorzatą Rohde, posłanką IV kadencji.